# La Maison de fous (Goya)
La Maison de fous (en espagnol : Casa de locos) est une peinture réalisée par Francisco de Goya entre 1812 et 1819. Elle représente un asile d'aliénés où chaque personnage est différent et est dans une position particulière.

## Contexte de l'œuvre
Le tableau appartient à une série où figurent Corrida de toros, Tribunal de l'Inquisition et Procession des pénitents. Il s'agit d'un ensemble qui représente certains des plus terribles aspects de la réalité espagnole du début du XIXe siècle. Tous reflètent des mœurs que les Lumières et les idées libérales (auxquelles souscrivait Goya) cherchaient à réformer mais devaient faire face à l'opposition de la politique absolutiste de Ferdinand VII.
L'un des traits qui définissent cette série est la présence de la cruauté ; en effet, les accusés peuvent être condamnés au bûcher, comme semblent l'indiquer, symboliquement, les flammes peintes sur les corozas.

## Description du tableau
Dans une cave angoissante et claustrophobique, où perce un peu de lumière par une fenêtre haute grillagée,au caractère clairement répressif, se trouvent des fous. Ils représentent chacun des personnages différents, dans différentes positions. Certains sont apparemment sauvages. L'un est coiffé de plumes sur la tête, l'autre porte un tricorne, un troisième vêtu d'une tiare papale fait un geste de bénédiction au spectateur ; tous se livrent à des activités grotesques et pathétiques dans ce contexte. La plupart son nus.
Le thème des établissements psychiatriques était classique dans les cercles des Lumières en Espagne, et pouvaient être considérés comme une dénonciation de l'état contemporain de ces organismes dits de bienfaisance. Goya, était toujours attiré par la représentation de la folie, de la difformité, des perversions et de « l'infrahumain ». La toile peut également être interprétée comme une allégorie ou une parodie des strates de la société et des trois états ; sont représentés le clergé et un militaire au tricorne. La scène représenterait le « monde à l'envers » et serait à mettre en relation avec les Disparates.
Goya avait déjà peint un tableau sur un thème semblable, l'Enclos des fous en 1793, mais ici les personnages sont plus diversifiés et semblent moins fous et moins pittoresques. Ils semblent surtout pauvres et marginaux.